# Alliance démocratique pour le renouveau
L’Alliance démocratique pour le renouveau (ADR) est un parti libéral au Burundi. Il est membre du Réseau libéral africain et observateur de l'Internationale libérale. L'ADR est présidé par Alice Nzomukunda, ancienne Vice-présidente de la République du Burundi et ancienne Vice-présidente de l’Assemblée Nationale.